# Kisláng
Kisláng är en ort i Ungern.   Den ligger i provinsen Fejér, i den västra delen av landet, 80 km sydväst om huvudstaden Budapest. Kisláng ligger 137 meter över havet och antalet invånare är 2 641.
Terrängen runt Kisláng är platt. Runt Kisláng är det ganska glesbefolkat, med 48 invånare per kvadratkilometer. Närmaste större samhälle är Sárbogárd, 19,3 km öster om Kisláng. Trakten runt Kisláng består till största delen av jordbruksmark.